# King Diamond (gruppo musicale)
I King Diamond sono un gruppo musicale Heavy metal danese fondati dal cantante omonimo.

## Storia del gruppo

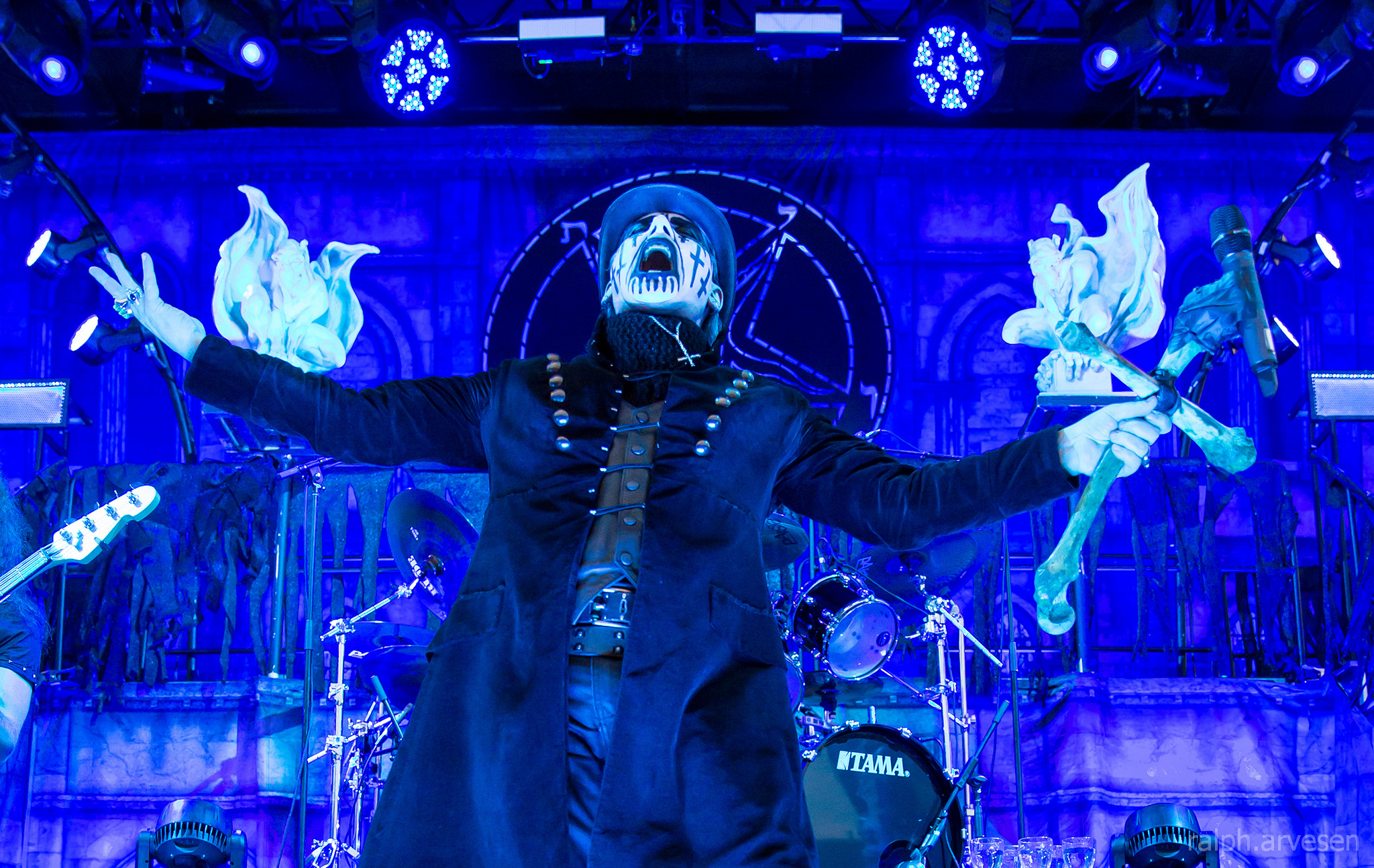
King Diamond al Mayhem Festival nel 2015

Una volta sciolti i Mercyful Fate, King Diamond si mise alla ricerca di nuovi musicisti per la sua band, a nome King Diamond. Accompagnato da Hansen e Denner, nel 1985 trovò il batterista Mikkey Dee e il chitarrista Floyd Konstantin provenienti dai "Geisha". Konstantin ebbe vita breve nel gruppo (fu cacciato solamente dopo un giorno di prove per motivi ignoti) e fu rimpiazzato dal virtuoso Andy LaRocque, proveniente dagli "EF".

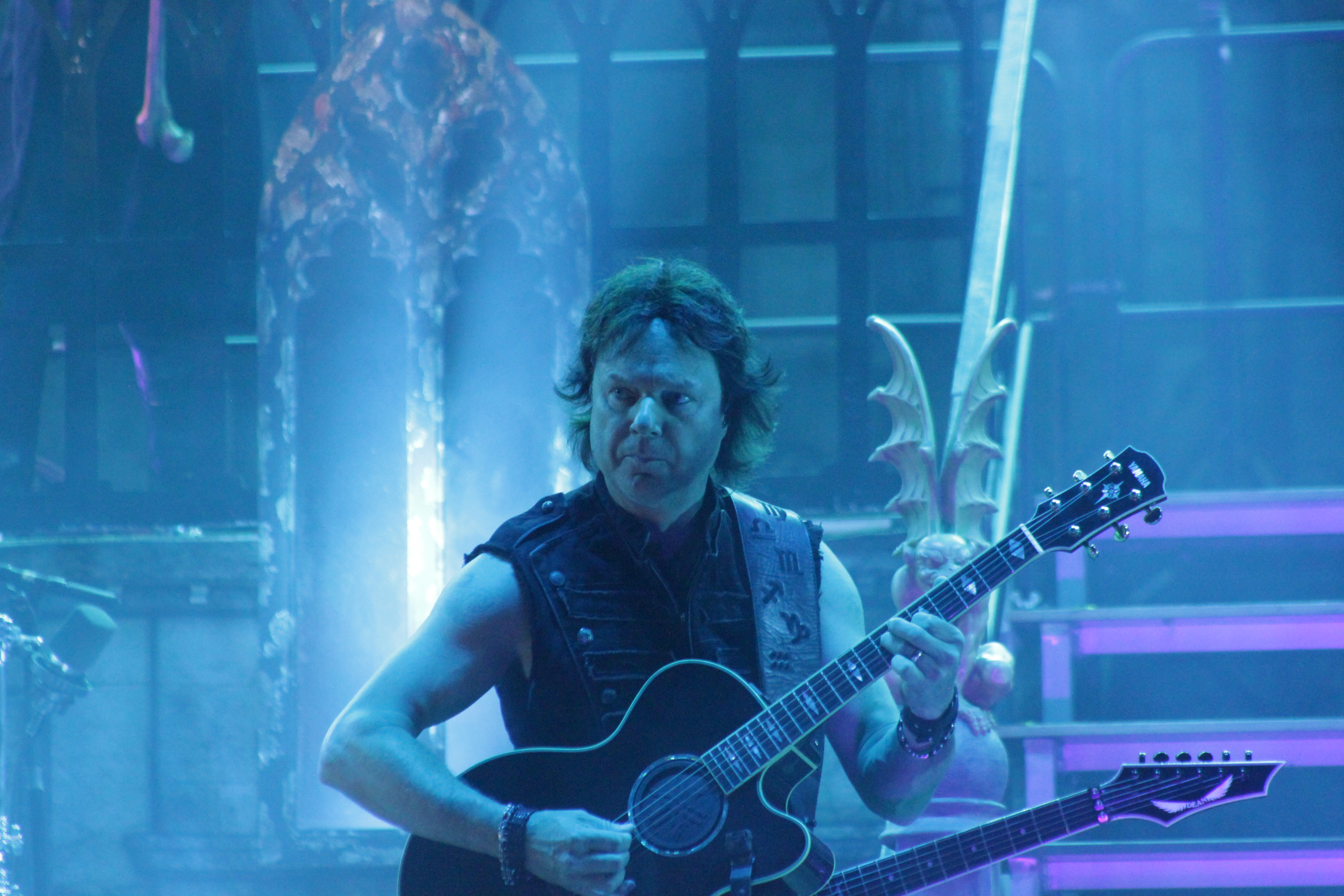
Andy LaRocque

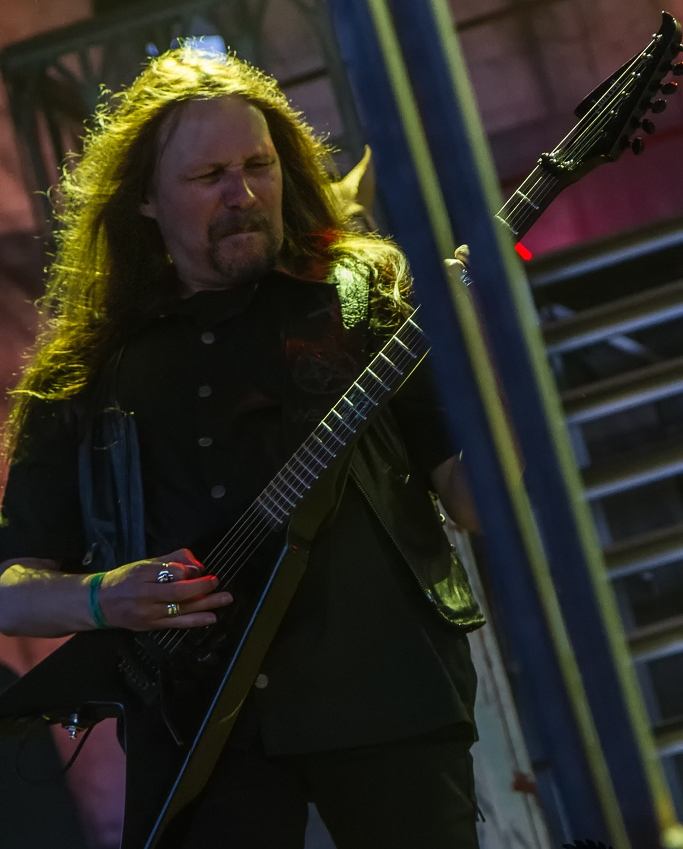
Mike Wead al Rock Hard Festival 2013

Trovata una formazione stabile che prese il nome del leader, quindi King Diamond, il gruppo diede alle stampe Fatal Portrait, uscito nel 1986. Le prime cinque canzoni dell'album erano state già realizzate con i Mercyful Fate e si intitolavano "The Candle", "The Jonah", "The Portrait", "Dressed in White" e "Haunted".
Nel 1987 esce uno dei dischi più famosi del cantante danese, Abigail, definito dalla critica uno dei più importanti dell'Heavy metal. Con questo disco ci fu anche una diversificazione dal punto di vista lirico, dato che Diamond mise da parte il satanismo becero degli esordi per affrontare temi più maturi e coinvolgenti. Occulto, mistero e dramma psicologico sono gli argomenti trattati nel corso del disco. In ogni canzone, l'autore descrive i suoi pensieri, la sua personalità. Tutte le canzoni sono dipendenti l'una dall'altra, capitoli di una lunga storia.
Michael Denner lasciò perché voleva passare più tempo con la sua famiglia, che ormai non riusciva più a vedere e fu rimpiazzato provvisoriamente nell'"Abigail Tour" da Michael Moon e in seguito da Pete Black, mentre Timi Hansen, che pressappoco abbandonò per gli stessi motivi di Denner, fu sostituito da Hal Patino.
Con la nuova formazione viene pubblicato Them. L'album ebbe un successo enorme, tant'è che nel mese successivo alla sua uscita, il video di "Welcome Home" (canzone presente in Them, ovviamente non quella dei Metallica) fu il più visto e richiesto dagli spettatori di MTV, emittente non molto propensa all'Heavy metal. Il lavoro fu anche quello che vendette di più nella carriera di Diamond.

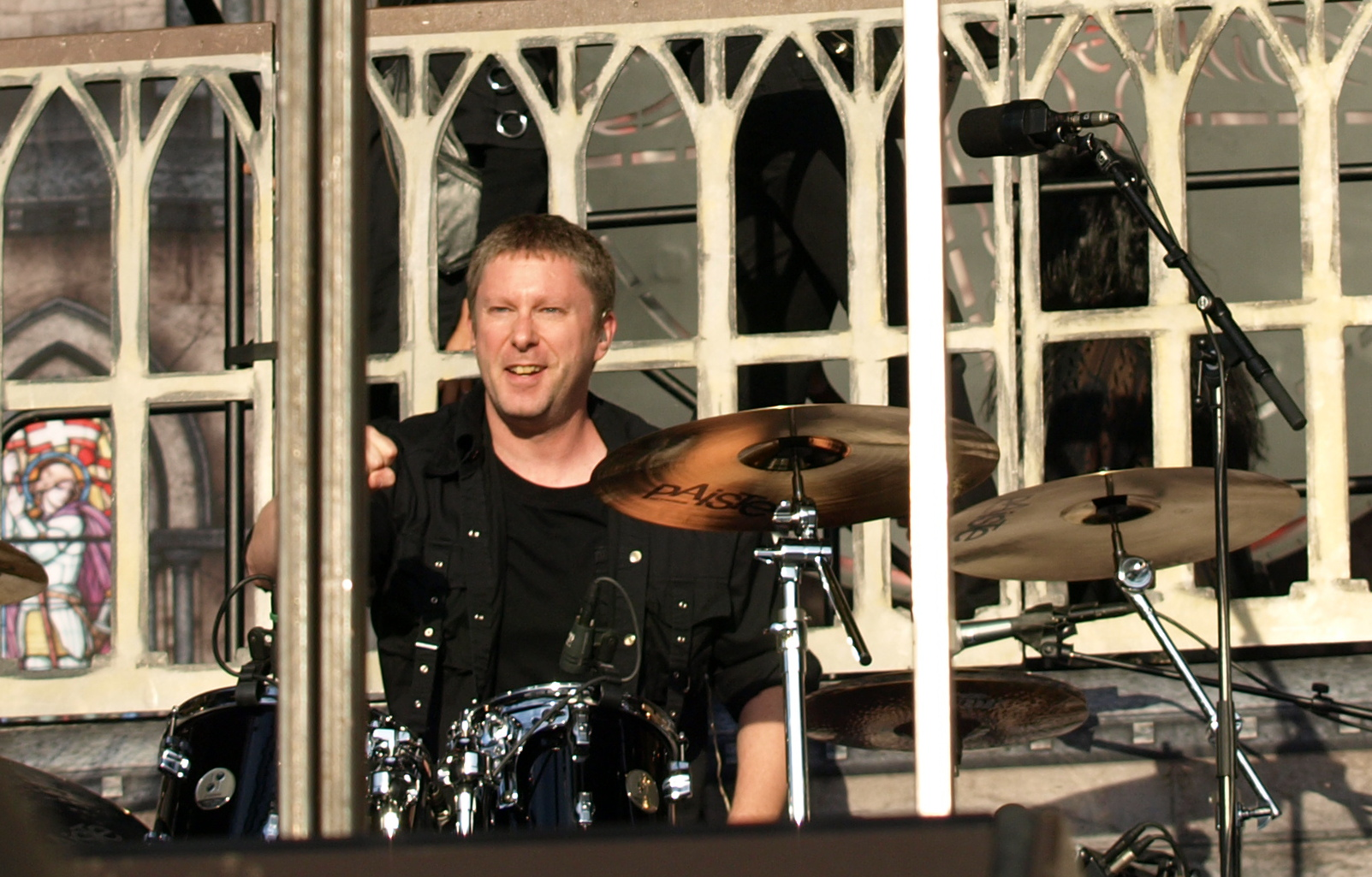
Matt Thompson al Tuska Open Air 2013

Successivamente venne anche pubblicato un EP, The Dark Sides. Gene Simmons dei Kiss fece causa a King Diamond, dato che quest'ultimo apparve sulla copertina di [he Dark Sides con un trucco simile a quello di Simmons, ma la causa finì con un nulla di fatto anche perché King Diamond aveva già cambiato il trucco ancor prima della "mossa legale" dei Kiss.
Mikkey Dee decise di lasciare la band e venne sostituito da Chris Whitemeier, che vi militò per pochissimo tempo. Diamond convinse Dee a tornare solamente per la registrazione di un altro disco. Egli accettò e uscì Conspiracy, nel 1989. Dee andò via (verrà poi reclutato nei Motörhead) e il suo posto fu preso da Snowy Shaw.
Con il nuovo batterista uscì The Eye nel 1990. L'album vide per la prima volta la collaborazione di tutti i cinque membri del gruppo nella fase di song-writing, mentre nei precedenti era opera solo di Diamond e dell'ormai inseparabile Andy LaRocque. Hal Patino e Pete Black vennero licenziati per abuso di droga e per scarso impegno sul lavoro e furono rimpiazzati, rispettivamente, da Sharlee D'Angelo e Mike Wead. L'anno 1991 fu caratterizzato dal primo album live del gruppo, il concerto del 1987 di Abigail, mentre nel '92 vennero pubblicate ben due compilation, ovvero "A Dangerous Meeting", contenente sedici classici di King Diamond e Mercyful Fate e "Return of The Vampire", contenente nove vecchie demo registrate nel 1981/82. 
Successivamente King Diamond ruppe il contratto con la Roadrunner Record sciogliendo il gruppo e riformando i Mercyful Fate, che rimasero in vita fino al 1999. Il cantante danese tornò con il suo progetto personale e nel 2000 pubblicò House of God, portando avanti questo progetto.

## Formazione

### Formazione attuale
- King Diamond - voce, tastiere (1985-presente)
- Andy LaRocque - chitarra (1985-presente)
- Mike Wead - chitarra (1990-1994, 2000-presente)
- Pontus Egberg - basso (2014-presente)
- Matt Thompson - batteria (2010-presente)
- Livia Zita - voce addizionale (2003-presente)

### Ex componenti
- Michael Denner - chitarra (1985-1987)
- Pete Blakk - chitarra (1988-1990)
- Herb Simonsen - chitarra (1994-1998)
- Glen Drover - chitarra (1998-2000)
- Timi Hansen - basso (1985-1987)
- Hal Patino - basso (1988-1990, 2001-2014)
- Sharlee D'Angelo - basso (1990-1991)
- Chris Estes - basso (1995-1999)
- Paul David Harbour - basso (2000-2001)
- Mikkey Dee - batteria (1985-1988, 1988-1989)
- Chris Whitemeier - batteria (1988)
- Snowy Shaw - batteria (1989-1990)
- Darrin Anthony - batteria (1994-1997)
- John Luke Hebert - batteria (1997-2000)

### Ex-addizionali
- Roberto Falcao - tastiere (1987-1990)
- Kol Marshall - tastiere (2000-2002)
- Elias Holmlid - tastiere (2007)

### Ex-turnisti
- Michael Moon - chitarra (1987)

## Discografia

### Album in studio
- 1986 - Fatal Portrait
- 1987 - Abigail
- 1988 - Them
- 1989 - Conspiracy
- 1990 - The Eye
- 1995 - The Spider's Lullabye
- 1996 - The Graveyard
- 1998 - Voodoo
- 2000 - House of God
- 2002 - Abigail II: The Revenge
- 2003 - The Puppet Master
- 2007 - Give Me Your Soul...Please
- 2024 - The Institute

### Live
- 1990 - In Concert 1987: Abigail
- 2004 - Deadly Lullabyes
- 2019 - Songs for the Dead: Live at Graspop Metal Meeting
- 2019 - Songs for the Dead: Live at the Fillmore in Philadelphia

### Raccolte
- 1992 - A Dangerous Meeting
- 2001 - Nightmare in the Nineties
- 2003 - The Best of King Diamond
- 2014 - Dreams of Horror

### Box set
- 2001 - Decade Of Horror